# All Eyez on Me (Film)
All Eyez on Me ist eine US-amerikanische Filmbiografie über den Rapper Tupac Shakur von Benny Boom aus dem Jahr 2017. Tupac wird dabei vom bis dahin unbekannten Schauspieler Demetrius Shipp Jr. verkörpert.

## Handlung
Der Film erzählt vom Werdegang und Leben des US-amerikanischen Rappers Tupac Shakur, auch bekannt unter seinem Pseudonym 2Pac. Die Biografie beginnt mit seiner Kindheit in den 1970ern in East Harlem. Es folgen seine musikalischen Anfänge bei der Rapgruppe Digital Underground in Oakland, die jedoch nur begrenzte Popularität erreichte. Erst mit seinem 1991 veröffentlichten ersten Soloalbum 2Pacalypse Now schafft er den Durchbruch.
Seine Zeit als berühmter Rapkünstler verläuft jedoch auch nicht ohne Zwischenfälle. Unter anderem werden seine Anzeige wegen sexueller Belästigung und anschließende einjährige Haftstrafe thematisiert. Auch die Mitgliedschaft beim Label Death Row Records und der Rapgruppe Outlawz finden einen Platz im Film. Das Leben von Tupac endet 1996 durch einen bis heute nicht vollständig geklärten Mord in Las Vegas, welcher womöglich mit der East-Coast-vs.-West-Coast-Fehde zusammenhängt.

## Hintergrund
Der Film trägt den gleichen Titel wie das 1996 erschienene vierte Studioalbum von Tupac All Eyez on Me. Die Dreharbeiten fanden zwischen Dezember 2015 und April 2016 unter anderem in Atlanta, Georgia und Las Vegas statt. Der Film kam im Juni 2017 in die Kinos.

## Kritik
Der Film erhielt von Kritikern eher negative Bewertungen. Spiegel Online schreibt: „Mühsam hangelt sich die Story entlang an den Stationen von Tupac Shakurs Karriere und Familiengeschichte, in der ersten Hälfte noch gerahmt von einem realen Interview, das der junge Tupac im Gefängnis gibt. Dieses recht konventionelle filmische Mittel ermöglicht immerhin noch ein paar kritische Fragen zu seinen Texten. Seine Einstellung zur Gewaltverherrlichung, der teils frauenfeindliche Inhalt der Songs und seine politischen Überzeugungen werden kurz angeschnitten, aber eben durch die Distanzierung der Reporterfragen. Und bevor die Auseinandersetzung mit der Figur spannend werden kann, schrecken die Filmemacher davor zurück, selbst Stellung zu beziehen.“
Jada Pinkett Smith, welche im Film von Kat Graham dargestellt wird, kritisierte den Realitätsbezug der Biografie. Auf Twitter erklärte sie, dass sich viele Ereignisse in Wirklichkeit anders als im Film zugetragen hätten und andere Szenen schlichtweg erfunden wären. Sie bezeichnete die durch den Film wieder durchlebten Erinnerungen als „zutiefst schmerzhaft.“